# Nicolas Gill
Nicolas Gill (Montreal, 24 de abril de 1972) es un deportista canadiense que compitió en judo.
Participó en cuatro Juegos Olímpicos, entre los años 1992 y 2004, obteniendo en total dos medallas: plata en Sídney 2000 y bronce en Barcelona 1992. En los Juegos Panamericanos consiguió tres medallas entre los años 1995 y 2003.
Ganó tres medallas en el Campeonato Mundial de Judo entre los años 1995 y 1999, y cuatro medallas en el Campeonato Panamericano de Judo entre los años 1990 y 2002. 

## Palmarés internacional
| Juegos Olímpicos        | Juegos Olímpicos                | Juegos Olímpicos  | Juegos Olímpicos |
| Año                     | Lugar                           | Medalla           | Categoría        |
| ----------------------- | ------------------------------- | ----------------- | ---------------- |
| 1992                    | Barcelona (España)              | Medalla de bronce | –86 kg           |
| 2000                    | Sídney (Australia)              | Medalla de plata  | –100 kg          |
| Campeonato Mundial      |                                 |                   |                  |
| Año                     | Lugar                           | Medalla           | Categoría        |
| 1993                    | Hamilton (Canadá)               | Medalla de plata  | –86 kg           |
| 1995                    | Chiba (Japón)                   | Medalla de bronce | –86 kg           |
| 1999                    | Birmingham (Reino Unido)        | Medalla de bronce | –100 kg          |
| Juegos Panamericanos    |                                 |                   |                  |
| Año                     | Lugar                           | Medalla           | Categoría        |
| 1995                    | Mar del Plata (Argentina)       | Medalla de oro    | –86 kg           |
| 1999                    | Winnipeg (Canadá)               | Medalla de oro    | –100 kg          |
| 2003                    | Santo Domingo (Rep. Dominicana) | Medalla de plata  | –100 kg          |
| Campeonato Panamericano |                                 |                   |                  |
| Año                     | Lugar                           | Medalla           | Categoría        |
| 1990                    | Caracas (Venezuela)             | Medalla de oro    | –86 kg           |
| 1994                    | Santiago de Chile (Chile)       | Medalla de plata  | –86 kg           |
| 1998                    | Santo Domingo (Rep. Dominicana) | Medalla de oro    | –100 kg          |
| 2002                    | Santo Domingo (Rep. Dominicana) | Medalla de oro    | –100 kg          |